# Manuel Álvarez (Fußballspieler)
Manuel Hernán Álvarez Jiménez (* 23. Mai 1928; † 24. August 1998) war ein chilenischer Fußballspieler. Er nahm mit der Nationalmannschaft seines Landes an der Fußball-Weltmeisterschaft 1950 teil.

## Karriere

### Verein
Álvarez verbrachte seine gesamte Laufbahn als Profifußballer von 1946 bis 1958 beim CD Universidad Católica. In dieser Zeit gewann er mit seinem Klub zweimal die nationale Meisterschaft.

### Nationalmannschaft
Ohne zuvor ein Länderspiel bestritten zu haben, wurde Álvarez für das Campeonato Sudamericano 1947 nominiert. Er debütierte bei diesem Turnier am 6. Dezember 1947 im Auftaktspiel der Chilenen gegen Uruguay in der Nationalmannschaft. Insgesamt nahm Álvarez zwischen 1947 und 1956 an fünf Turnieren des Campeonato Sudamericano teil, bei denen er 19 Spiele bestritt.
Anlässlich der Weltmeisterschaft 1950 in Brasilien wurde Álvarez ebenfalls für das chilenische Aufgebot berufen. Er kam in den ersten beiden Gruppenspielen gegen England und Spanien, die jeweils mit 0:2 verloren wurden, sowie beim 5:2 gegen die USA zum Einsatz. Chile schied als Gruppendritter nach der Vorrunde aus.

## Erfolge
- Chilenische Meisterschaft: 1949 und 1954